# Ichikai, Tochigi
Ichikai (市貝町 Ichikai-machi) là thị trấn thuộc huyện Haga, tỉnh Tochigi, Nhật Bản. Tính đến ngày 1 tháng 10 năm 2020, dân số ước tính thị trấn là 11.262 người và mật độ dân số là 180 người/km2. Tổng diện tích thị trấn là 64,25 km2.

## Địa lý

### Đô thị lân cận
- Tochigi
  - Mooka
  - Nasukarasuyama
  - Mashiko
  - Motegi
  - Haga
  - Takanezawa